# ウーゴ・ガライ
ウーゴ・ガライ（Hugo Garay、1980年11月27日 - ）は、アルゼンチンの男性プロボクサー。本名はウーゴ・ヘルナン・ガライ（Hugo Hernan Garay）。元WBA世界ライトヘビー級王者。

## 来歴
2000年、アルゼンチン代表としてシドニーオリンピックボクシングライトヘビー級に出場し、1回戦で敗退した。
2001年7月14日、プロデビュー。
2003年3月22日、WBOラテンアメリカライトヘビー級王座を獲得した。
2004年5月8日、WBO世界ライトヘビー級王者ゾルト・エルデイ（ ハンガリー）に挑戦し、12回0-2（114-114、113-115、112-116）の判定負けで王座獲得ならず。
2005年2月26日、ゾルト・エルデイと再戦し、12回1-2（118-110、113-115、112-116）の判定負けで王座獲得ならず。
2008年7月3日、WBA世界ライトヘビー級王座決定戦でユーリ・バラシアン（ ウクライナ）と対戦し、3-0の大差判定勝ちで王座を獲得した。
2008年11月22日、ユルゲン・ブリーマー（ ドイツ）と対戦し、3-0の判定勝ちで初防衛に成功した。
2009年6月20日、ガブリエル・カンピージョ（ スペイン）と対戦し、12回0-2（114-115、113-114、114-114）の判定負けで王座から陥落した。

## 獲得タイトル
- WBA世界ライトヘビー級王座（防衛1度）